# Lúcio Escribônio Libão (pretor em 80 a.C.)
Lúcio Escribônio Libão (em latim: Lucius Scribonius Libo) foi um pretor urbano da gente Escribônia em 80 a.C.. Casou-se com Cornélia Sula, a filha de Pompeia Magna (que, por sua vez, era filha do triúnviro Pompeu com sua terceira esposa, Múcia Tércia), com Fausto Cornélio Sula, o filho do ditador Lúcio Cornélio Sula. Cornélia deu-lhe dois filhos: uma filha, Escribônia, a segunda esposa de Otaviano (o futuro imperador Augusto), e Lúcio Escribônio Libão, cônsul em 34 a.C.. 
Em 62 a.C., Lúcio Escribônio foi eleito monetalis e, durante seu mandato, restaurou o Puteal Escriboniano, construído por seus antepassados, e cunhou novas moedas para celebrar o evento.